# Caicay (distrito)
O distrito peruano de Caicay é um dos 6 distritos da Província de Paucartambo, situada no Departamento de Cusco, pertenecente a Região de Cusco, Peru

## Transporte
O distrito de Caucay é servido pela seguinte rodovia:
- CU-113, que liga o distrito à cidade de Paucartambo[1][2][3]